# San Gemini
San Gemini é uma comuna italiana da região da Umbria, província de Terni, com cerca de 4.510 habitantes.
Estende-se por uma área de 27 km², tendo uma densidade populacional de 167 hab/km². Faz fronteira com Montecastrilli, Narni, Terni.
Era conhecida como Casuento durante o período romano.
Pertence à rede das Aldeias mais bonitas de Itália e à rede das Cidades Cittaslow.

## Demografia
| Variação demográfica do município entre 1861 e 2011                               |
|                                                                                   |
| Fonte: Istituto Nazionale di Statistica (ISTAT) - Elaboração gráfica da Wikipedia |